# HMS Wilton (L128)
HMS Wilton (L128) là một tàu khu trục hộ tống lớp Hunt Kiểu II của Hải quân Hoàng gia Anh Quốc được hạ thủy năm 1941 và đưa ra phục vụ năm 1942. Nó đã hoạt động cho đến hết Chiến tranh Thế giới thứ hai, cho đến khi xuất biên chế năm 1945 và bị bán để tháo dỡ năm 1959.

## Thiết kế và chế tạo
Wilton thuộc vào số 33 chiếc tàu khu trục lớp Hunt nhóm II, có mạn tàu rộng hơn nhóm I, tạo độ ổn định cho một tháp pháo QF 4 in (100 mm) Mark XVI nòng đôi thứ ba, cũng như cho phép tăng số lượng mìn sâu mang theo từ 40 lên 110.
Wilton được đặt hàng vào ngày 4 tháng 9 năm 1939 cho hãng Yarrow Shipbuilders tại Glasgow, Scotland trong Chương trình Chế tạo Khẩn cấp Chiến tranh 1939 và được đặt lườn vào ngày 7 tháng 6 năm 1940. Nó được hạ thủy vào ngày 17 tháng 10 năm 1941 và nhập biên chế vào ngày 18 tháng 2 năm 1942. Tên nó được đặt theo một rừng săn cáo tại Wiltshire. Con tàu được cộng đồng dân cư East Retford tại Nottinghamshire đỡ đầu trong khuôn khổ cuộc vận động gây quỹ Tuần lễ Tàu chiến năm 1942.

## Lịch sử hoạt động

### 1942
Sau khi hoàn tất trang bị và chạy thử máy, Wilton đi đến Scapa Flow vào tháng 3 năm 1942 để thực hành cùng các tàu chiến thuộc Hạm đội Nhà, và được bố trí hộ tống vận tải tại Khu vực Tiếp cận phía Tây. Nó nằm trong thành phần hộ tống cho Đoàn tàu PQ14 vào ngày 4 tháng 4, tách khỏi đoàn tàu vào ngày 12 tháng 4 và quay trở về Scapa Flow với những hư hại nhẹ do thời tiết băng giá khắc nghiệt. Nó được sửa chữa tại xưởng tàu tư nhân ở Thames vào ngày 22 tháng 4 trước khi tiếp tục hoạt động tuần tra và hộ tống.
Vào ngày 1 tháng 6, Wilton được bố trí cùng các tàu khu trục St. Mary’s (I12), Newark (G08) và Intrepid (D10) để hộ tống các tàu rải mìn phụ trợ Menestheus (M93), Agamemnon (M10), Southern Prince (M47) và tàu tuần dương rải mìn Adventure (M23) thuộc Hải đội Rải mìn 1 trong chiến dịch SN72 nhằm rải mìn một phần hàng rào phía Bắc của eo biển Đan Mạch.
Đến ngày 30 tháng 6, Wilton cùng các tàu khu trục Fury (H76), Keppel (D84), Leamington (G19), Ledbury (L90), Offa (G29) và các tàu corvette Dianella (K07), La Malouine (K46), Lotus (K130), Poppy (K213) tham gia hộ tống Đoàn tàu vận tải Bắc Cực PQ17 vượt Bắc Hải đi sang Murmansk, Liên Xô. Khi đoàn tàu PQ17 phân tán theo mệnh lệnh sai lầm của Bộ Hải quân Anh vào ngày 4 tháng 7, nó tách ra để gia nhập cùng các tàu tuần dương thuộc Hạm đội Nhà bảo vệ cho Đoàn tàu PQ17 và Đoàn tàu QP13 quay trở về. Nó tiếp tục hộ tống cho tàu chở dầu phụ trợ RFA Black Ranger (A163) vào ngày 23 tháng 7 trong hoạt động tiếp nhiên liệu và đạn dược cho các tàu khu trục tham gia hộ tống vận tải.
Wilton cùng tàu khu trục Bramham (L51) đã hộ tống Đoàn tàu WS21 vào ngày 29 tháng 7 tại Clyde cho hành trình vượt Đại Tây Dương, tách khỏi WS21 vào ngày 2 tháng 8 và tham gia thành phần hộ tống cho Đoàn tàu WS21S cho hành trình đi Gibraltar. Đây là một phần của Chiến dịch Pedestal nhằm tăng viện cho Malta đang bị đối phương phong tỏa. Nó nằm trong thành phần Lực lượng X để hỗ trợ gần cho đoàn tàu khi vượt qua eo biển Sicily vào ngày 10 tháng 8, và chịu đựng sự tấn công bằng tàu ngầm của đối phương vào ngày hôm sau, khi tàu sân bay Eagle (94) bị đánh chìm. Nó được cho tách ra cùng các tàu khu trục Bicester (L34) và Derwent (L83) vào ngày 12 tháng 8 để hộ tống cho Nigeria (60) quay trở lại Gibraltar, sau khi chiếc tàu tuần dương hạng nhẹ bị hư hại do trúng ngư lôi từ tàu ngầm Ý Axum. Nó quay trở lại cùng Hạm đội Nhà tại Scapa Flow sau khi hoàn tất đợt biệt phái sang Địa Trung Hải.
Vào ngày 9 tháng 9, Wilton đã cùng Wheatland (L122) hộ tống cho tàu sân bay hộ tống Avenger (D14) và tàu tuần dương hạng nhẹ Scylla (98) để hỗ trợ trên không cho chuyến đi của Đoàn tàu PQ 18 đi sang Nga và Đoàn tàu QP 14 quay trở về; nó cùng Avenger, Scylla và Wheatland tách khỏi Đoàn tàu QP 14 vào ngày 20 tháng 9 do mối đe dọa từ tàu ngầm đối phương ngày lúc càng gia tăng. Sang tháng 10, nó cùng Wheatland được cử sang Gibraltar chuẩn bị tham gia Chiến dịch Torch, cuộc đổ bộ của lực lượng Đồng Minh lên Bắc Phi. Nó gia nhập Đội khu trục 57 tại Gibraltar vào ngày 2 tháng 11, và được bố trí vào ngày 8 tháng 11 để hộ tống các đoàn tàu ven biển nhằm đổ bộ lên Bougie, Algérie, chịu đựng các đợt tấn công bằng ngư lôi của đối phương vào ngày hôm sau. Nó tiếp tục hoạt động hộ tống vận tải và tuần tra sau đó.

### 1943
Đang khi hộ tống cho Đoàn tàu KMF10A ngoài khơi Algiers vào tháng 2 năm 1943, Wilton đã cùng các tàu khu trục hộ tống Bicester, Lamerton (L88) và Wheatland truy lùng tàu ngầm U-boat Đức U-443; U-443 cuối cùng bị đánh chìm vào ngày 23 tháng 2 với tổn thất nhân mạng toàn bộ. Nó được bố trí ngăn chặn tàu bè đối phương triệt thoái lực lượng khỏi khu vực Cap Bon, Tunisia và bắn phá các vị trị đối phương tại Kelebia trong tháng 5.
Sang tháng 7, Wilton tham gia Chiến dịch Husky, cuộc đổ bộ của lực lượng Đồng Minh lên Sicily. Nó cùng Wheatland tham gia Đội hộ tống X trong thành phần Lực lượng Hỗ trợ phía Đông và di chuyển đến Algiers, và đến ngày 7 tháng 7 đã nằm trong thành phần hộ tống cho lực lượng đổ bộ di chuyển từ Algiers đến các bãi đổ bộ ở Sicily. Đi đến ngoài khơi khu vực tấn công vào ngày 10 tháng 7, nó tiếp tục bảo vệ cho các đoàn tàu vận tải chở lực lượng tăng viện. Cho đến tháng 10, nó hộ tống các đoàn tàu vận tải tiếp liệu nhằm tăng viện để phục vụ cho Chiến dịch Avalanche, cuộc đổ bộ của lực lượng Đồng Minh lên Salerno. Con tàu sau đó được sửa chữa.

### 1944
Vào tháng 1, 1944, Wilton tham gia Chiến dịch Shingle, cuộc đổ bộ của lực lượng Đồng Minh lên Anzio, Ý. Vào ngày 21 tháng 1, nó cùng Beaufort (L14) và Brecon (L76) được bố trí hỗ trợ cho cuộc đổ bộ của Lực lượng Tấn công phía Bắc cho đến ngày 29 tháng 1, thường xuyên chịu đựng các cuộc không kích và tấn công bằng tàu ngầm của đối phương. Sau khi hoàn tất chiến dịch, nó tiếp nối nhiệm vụ hộ tống vận tải tại khu vực Trung tâm Địa Trung Hải. Sang tháng 3, con tàu chuyển căn cứ hoạt động đến Naples, Ý, và vào ngày 29 tháng 3 đã cùng các tàu khu trục Laforey (G99) và Tumult (R11) truy lùng tàu ngầm U-boat Đức U-223. Sau khi chịu đựng những đợt tấn công bằng mìn sâu, U-223 bị buộc phải nổi lên mặt nước vào ngày hôm sau và bị đánh chìm bởi hải pháo.
Sang tháng 4, Wilton được điều động sang khu vực biển Adriatic để hỗ trợ các chiến dịch quân sự ngoài khơi Albania. Đến tháng 10, nó tham gia chiến dịch nhằm chiếm đóng Corfu và Sarande, bắn hải pháo hỗ trợ cho các cuộc tấn công. Vào ngày 3 tháng 12, nó được bố trí cùng ba tàu khu trục và các xuồng phóng lôi để hỗ trợ cho cuộc tấn công nhắm vào một căn cứ xuồng phóng lôi đối phương, và đến ngày 17 tháng 12 đã nả pháo xuống pháo đài Asino.

### 1945
Wilton tiếp tục phục vụ tại khu vực biển Adriatic và biển Aegean cho đến tháng 3, 1945, khi nó được điều động quay trở về Anh làm nhiệm vụ hộ tống các đoàn tàu vận tải ven biển. Nó đặt căn cứ tại Sheerness và được phối thuộc cùng Chi hạm đội Khu trục 21, tăng cường các cuộc tuần tra nhằm đối phó các đợt xâm nhập rải mìn của xuồng phóng lôi E-boat và tàu ngầm đối phương. Đến tháng 4, nó cùng chi hạm đội được điều sang hoạt động tại Bắc Hải; và sau khi xung đột chấm dứt tại Châu Âu, nó trực thuộc Bộ chỉ huy Nore cho các hoạt động chiếm đóng.
Vào tháng 6, Wilton được điều động sang Bộ chỉ huy Plymouth nhằm chuẩn bị để được cử sang phục vụ tại Viễn Đông. Con tàu được dự định sẽ đại tu tại Simonstown, nên nó khởi hành đi Nam Phi vào tháng 7, và đã vào ụ tàu tại Simonstown để sửa chữa. Công việc chỉ hoàn tất vào tháng 1, 1946, khi chiến tranh đã kết thúc.

### Sau chiến tranh
Wilton quay trở về Devonport vào ngày 10 tháng 2, 1946, và được đưa về Hạm đội Dự bị tại Plymouth, ở trong thành phần dự bị tại Plymouth cho đến năm 1949, khi nó tái ngũ và phục vụ cùng Chi hạm đội Huấn luyện 4 tại Rosyth. Nó lại được đưa về thành phần dự bị vào năm 1952 và bỏ không tại Cardiff, và cuối cùng bị đưa vào danh sách loại bỏ vào năm 1959; được bán cho hãng Shipbreaking Industries với giá trị 22.900 bảng Anh. Con tàu được kéo đến xưởng tháo dỡ tại Faslane vào ngày 30 tháng 11, 1959.